# Ayu-mi-x 7 -version HOUSE-
ayu-mi-x 7 -version HOUSE- – dwudziesty remiksowy album Ayumi Hamasaki, jedna z czterech wersji albumu ayu-mi-x 7. Album został wydany 20 kwietnia 2011 roku. Album znalazł się na 7. miejscu w rankingu Oricon. Sprzedano 19 651 kopii. W Japonii album kosztował ¥ 2 625.

## Lista utworów
| #  | Tytuł                                           | Remix                     | Czas |
| -- | ----------------------------------------------- | ------------------------- | ---- |
| 1  | "TO BE" (Jonathan Peters Club mix)              | Jonathan Peters           | 5:56 |
| 2  | "Dearest" (Razor 'N Guido Club mix)             | Razor 'N Guido            | 5:54 |
| 3  | "For My Dear..." (House Nation remix)           | Tetsuya Tamura            | 4:03 |
| 4  | "Mirrorcle World" (Johnny Vicious Club mix)     | Johnny Vicious            | 5:30 |
| 5  | "fairyland" (Hex Hector remix)                  | Hex Hector                | 5:28 |
| 6  | "No way to say" (Sugiurumn remix)               | Sugiurumn                 | 3:48 |
| 7  | "appears" (Shinichi Osawa remix)                | Shinichi Osawa            | 3:59 |
| 8  | "Bold & Delicious" (Dub's Standard House remix) | Dub Master X              | 5:12 |
| 9  | "Voyage" (Turbo's Circuit mix)                  | Turbo (GTS)               | 4:15 |
| 10 | "M" (Remo-con remix)                            | Tetsuya Tamura            | 3:29 |
| 11 | "UNITE!" (EK's Big Room remix)                  | Eric Kupper               | 4:57 |
| 12 | "crossroad" (Johnny Vicious Club mix)           | Johnny Vicious            | 4:10 |
| 13 | "Virgin Road" (FPM Everlust mix)                | Fantastic Plastic Machine | 5:37 |